# Seznam okrožij v Novi Mehiki
Seznam okrožij v Novi Mehiki.

## Seznam
1. Bernalillo
2. Catron
3. Chaves
4. Cibola
5. Colfax
6. Curry
7. De Baca
8. Doña Ana
9. Eddy
10. Grant
11. Guadalupe
12. Harding
13. Hidalgo
14. Lea
15. Lincoln
16. Los Alamos
17. Luna
18. McKinley
19. Mora
20. Otero
21. Quay
22. Rio Arriba
23. Roosevelt
24. San Juan
25. San Miguel
26. Sandoval
27. Santa Fe
28. Sierra
29. Socorro
30. Taos
31. Torrance
32. Union
33. Valencia

## Bivša okrožja
- okrožje Santa Ana, Teritorij Nova Mehika je bilo ustanovljeno leta 1852, a je bilo leta 1876 pripojeno k okrožju Bernalillo